# 李重哲
李重哲（？—934年），后唐闵帝李从厚之子。
长兴四年九月十九壬戌（933年10月10日），唐明宗李嗣源下诏命令，永宁公主（嫁石敬瑭）进封魏国公主，兴平公主（嫁赵延寿）进封齐国公主；皇孙李重光和李重哲并授银青光禄大夫、检校工部尚书，李重光是秦王李从荣的儿子，李重哲是时为宋王的李从厚的儿子。李从厚即位后，李从珂发动兵变，诛杀李从厚父子。